# Phạm Phú Quốc
El Teniente Phạm Phú Quốc (1935-1965) fue un aviador de la Fuerza Aérea de la República de Vietnam, formado en Francia, conocido por ser uno de los dos pilotos rebeldes (junto con Nguyen Van Cu) que llevaron a cabo el Bombardeo del Palacio de la Independencia de Vietnam del Sur el 27 de febrero de 1962, cuyo objetivo era asesinar al presidente Ngo Dinh Diem y su familia inmediata, que eran también sus asesores políticos. 
Su plan fracasó, y fue encarcelado hasta 1963, en que se produjo el asesinato de Diem. Tras el golpe fue liberado y restablecido en su rango. 
En 1965, fue abatido durante un bombardeo sobre Vietnam del Norte. El popular cantautor Pham Duy escribió una canción en su homenaje, titulada "Huyền Sử Ca Một Người Mang Tên Quốc" ("Epopeya de un hombre llamado Quoc").
- Datos: Q1945399
- Multimedia: Phạm Phú Quốc / Q1945399